# Dumb Blonde
《Dumb Blonde》是加拿大歌手艾薇兒·拉維尼2018年釋出的第六張錄音室專輯《浴火重生》中的第三支單曲，並與美國饒舌歌手妮琪·米娜合作，於2019年2月13日釋出。